# 施普雷瓦尔德海德
施普雷瓦尔德海德（德語：Spreewaldheide）是德国勃兰登堡州的市镇，隶属于达默-施普雷瓦尔德县。总面积为36.16平方千米，截至2023年12月31日总人口为439人。